# Pirarajá
Pirarajá – miasto w Urugwaju, w departamencie Lavalleja.